# Jazz européen
Le jazz européen est un courant du jazz issu des États-Unis, regroupant plusieurs styles et développé sur le continent européen.

## Histoire

### Contexte
Lors de la Reconstruction qui suit l'abolition de l'esclavage aux États-Unis en décembre 1865, les musiques noires, blanches, religieuses, profanes, originaires d'Afrique ou d'Europe, se mélangent, et produisent notamment le ragtime. À La Nouvelle-Orléans, importante cité portuaire où se croisent de nombreuses cultures, les Afro-Américains croisent blues, ragtime et musique créole, pour créer le genre qui portera le nom de jazz, à la fin du XIXe siècle et au début du XXe siècle.

### Prémices du jazz
Avant l'arrivée du jazz, le music-hall est une première introduction aux sonorités syncopées, en particulier au Royaume-Uni, qui entretient des liens culturels étroits avec États-Unis. On peut ainsi citer la venue des Virginia Minstrels en France en 1844, suivis de blackface minstrels. La première troupe de minstrels Afro-Américains vient en France en 1881.
Le ragtime est présenté en France lors de l'exposition universelle de 1900, à l'occasion de concerts donnés par l'US Marine Band dirigé par John Philip Sousa. L'orchestre tourne également en Europe. Lors de l'exposition universelle, on entend également des cake-walks.

### Arrivée du jazz en Europe

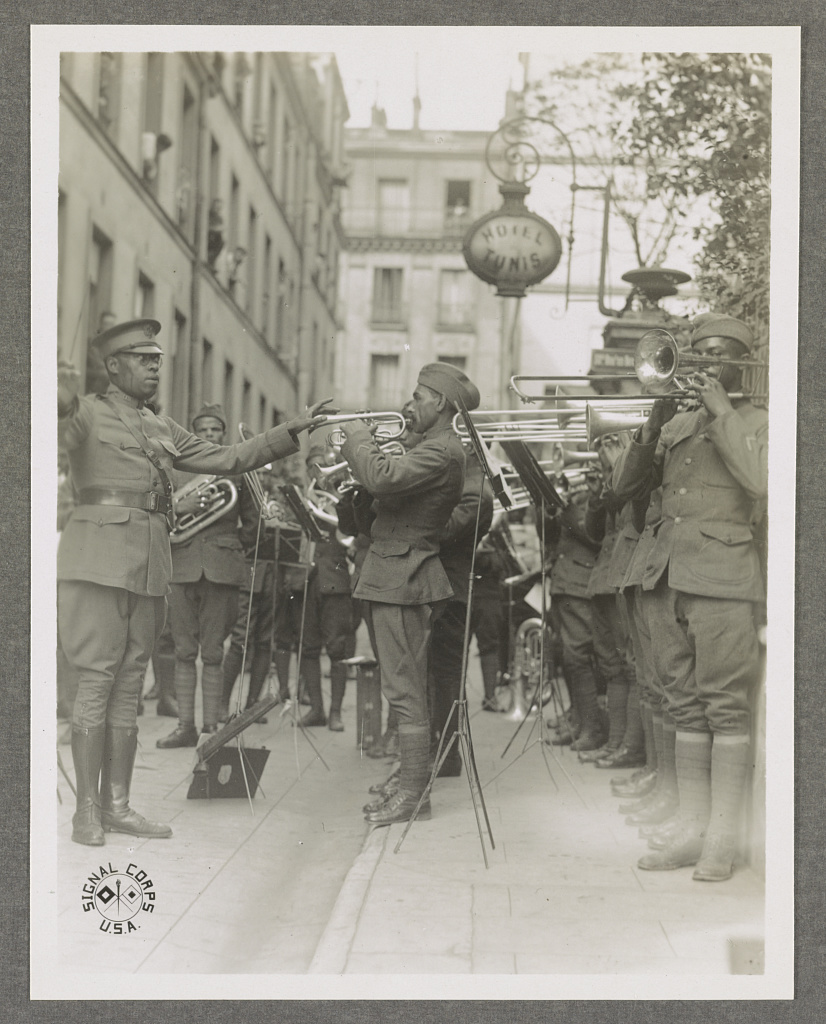
James Reese Europe avec ses musiciens, dans la cour d'un hôpital parisien où sont soignés des soldats américains blessés.

Comme très peu de disques de jazz circulent en Europe, le jazz arrive grâce aux concerts des artistes venus en Europe après la Première Guerre mondiale quand les États-Unis décident de s'engager en avril 1917. Sur les 4 millions de volontaires qui composent ces unités, plus de 10% des soldats sont des Noirs, alors que les États-Unis sont encore fortement ségrégés.
Parmi ces volontaires se trouve le musicien James Reese Europe, « star de l’intelligentsia noire de New York » et propriétaire de deux clubs de jazz. Le commandant du 15e régiment d’infanterie, uniquement composé de Noirs, charge Europe et Noble Sissle de monter « le meilleur orchestre de l’armée américaine », afin de soutenir le moral des troupes. Le 15e régiment débarque en France le 1er janvier 1918. Le premier concert de « jass », comme on écrivait à l'époque, est donné le 12 février 1918 à Nantes par James Reese Europe, avec un orchestre militaire composé uniquement de soldats noirs, qui ajoute rapidement La Marseillaise à son répertoire. L'orchestre continue de jouer dans toute la France, de Brest à Aix-les-Bains. La musique jouée par ces orchestre serait aujourd'hui plutôt qualifiée de ragtime, mais les sons et les rythmes sont nouveaux sur le continent.
On peut par exemple lire dans Ouest-Éclair (futur Ouest-France) que « tout un art savant est en train de sortir de ces chansons [de] nègres ». En 1919, Jean Cocteau raconte avoir « écouté un orchestre qui, par rapport à Offenbach, avait à peu près le même rapport qu’une calèche avec un tank ». Tout ce qui vient des États-Unis, perçu comme exotique, est alors attirant, particulièrement sur un continent alors en proie aux difficultés économiques et politiques. À cause des lois Jim Crow, les soldats américains refusent que James Reese Europe et son régiment combattent à leur côté. Ils sont intégrés dans l'armée française, où leur bravoure et leurs aptitudes impressionnent les Français. Le régiment, surnommé les Hell Fighters, est le premier détachement américain à passer le Rhin. En France, le compositeur Léo Vauchant, futur arrangeur pour le studio MGM, est « le premier, pendant la guerre, à prendre les musiciens noirs au sérieux, à les écouter et à leur piquer leurs trucs », selon l'historien Philippe Gumplowicz. Dès 1919, des orchestres de jazz s'installent dans les music-halls, comme les Mitchell’s jazz kings aux côtés de Mistinguett. Le chanteur Alibert chante Jazz Band partout en 1920.
L'Original Dixieland Jass Band, composé de musiciens blancs, tourne au Royaume-Uni en 1919. Rapidement, des musiciens afro-américains s'installent au Royaume-Uni, en France ou en Allemagne, où le jazz est très à la mode.

### Diffusion sur le continent

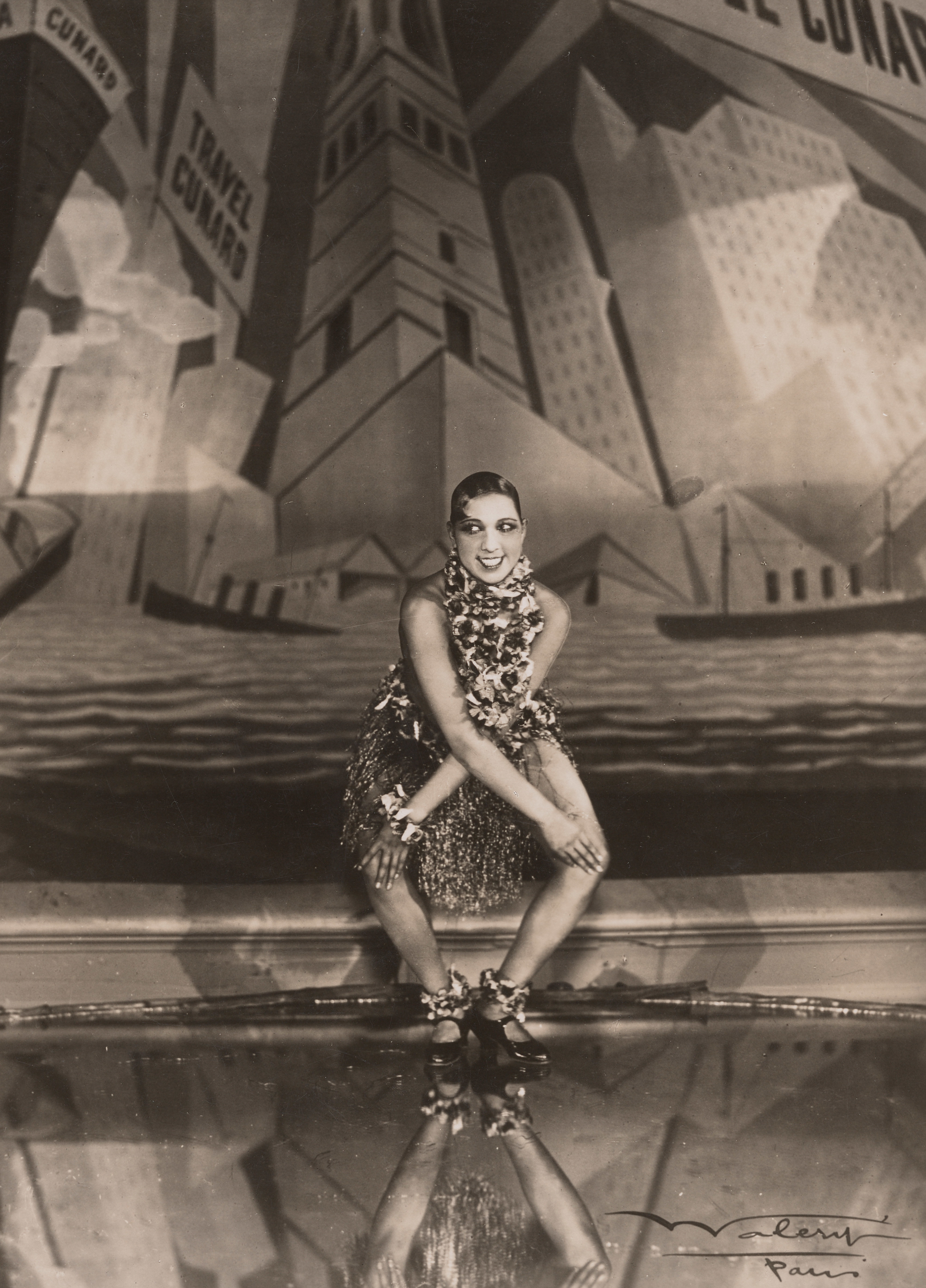
Joséphine Baker dans la Revue nègre, dansant le charleston aux Folies Bergère en 1926.

En 1925, en France, la Revue nègre, jouée au Théâtre des Champs-Élysées, met en valeur la chanteuse et danseuse Joséphine Baker. Organisé par Caroline Dudley Reagan, ce spectacle musical à grand succès, dans lequel se trouve également Sidney Bechet, permet de largement diffuser le jazz. Ray Ventura, accompagné de « ses collégiens », intègre le jazz à sa musique dans les années 1930, comme on peut l'entendre par exemple sur Tout va très bien madame la marquise (1935). D'autres chanteurs populaires incorporent également le vocabulaire du jazz à leur répertoire, comme Jean Sablon ou Charles Trenet.
En 1926, Fred Elizalde et ses Cambridge Undergraduates sont diffusés à la BBC. Le jazz devient ainsi un élément important des orchestres de danse, et les musiciens se multiplient. Mátyás Seiber crée au Conservatoire Hoch de Francfort la première classe de jazz. À la fin des années 1920, la mode s'essouffle, laissant place à différents « mondes du jazz » : clubs, revues, labels discographiques installent le jazz dans le paysage culturel.
En France, le Quintette du Hot Club de France, créé en 1934, est représentatif de l'arrivée du swing. On y entend une combinaison du jazz afro-américain et des styles symphoniques : l'influence de Paul Whiteman est évidente, son style étant lui-même dérivé des mêmes sources. Django Reinhardt popularise le jazz manouche, mélange de swing américain, de musette et de musique traditionnelle de l'Europe de l'Est ; les instruments principaux sont la guitare à cordes d'acier, le violon et la contrebasse. Les solos s'échangent d'un musicien à l'autre, la section rythmique est assurée par la guitare et la contrebasse. L'association du violon et de la guitare, caractéristique du genre, pourrait être inspirée par le duo Eddie Lang/Joe Venuti, qui a publié des disques et donné des concerts en France dans les années 1920.
En Allemagne, au milieu des années 1930, les Swingjugend, des jeunes amoureux du jazz situés à Hambourg et à Berlin, se caractérisent par leur fascination pour l'American way of life,. Surnommés « Swing Heinis », que l'on pourrait traduire par les « nigauds Swing », ils sont pourchassés par le régime nazi.

#### Dans la musique classique
De nombreux compositeurs de musique dite classique s'emparent des rythmes et mélodies nouvelles : en 1917, Erik Satie intègre un ragtime dons le ballet Parade ; en 1918 Igor Stravinsky écrit un Ragtime pour onze instruments ; en 1927 Maurice Ravel écrit un blues dans sa Sonate pour violon et piano ; en 1928, Albert Roussel écrit Jazz dans la nuit. On peut également citer Darius Milhaud, Georges Auric ou Ernst Křenek.

#### Critique musicale

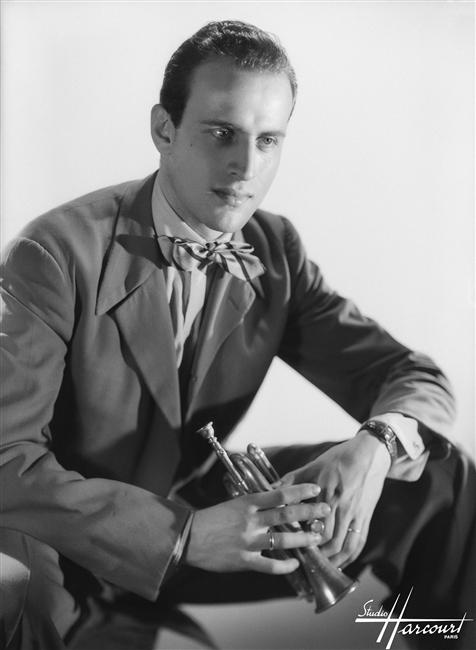
Boris Vian en 1948 photographié par le Studio Harcourt.

L'ouvrage d'Hugues Panassié Jazz Hot, paru en 1934, est un élément crucial dans la définition du jazz en France, soulignant l'importance de l'improvisation et la négritude et faisant de Louis Armstrong le jazzman par excellence. De nombreux auteurs écrivent sur le jazz, en particulier Boris Vian, chroniqueur à Jazz Hot de 1946 à 1959 (voir Écrits sur le Jazz) et par ailleurs trompettiste lui-même.
Cela n'empêche pas le jazz, en France, d'être la cible de vives attaques, principalement sur des motifs racistes : André Suarès écrit par exemple « Le jazz est cyniquement l’orchestre des brutes au pouce non opposable et aux pieds encore préhensibles dans la forêt du vaudou » ; la compositrice américaine Marion Bauer écrit « il ne faut pas oublier [que le jazz] est aussi l’enfant des basfonds du monde civilisé et qu’il provient des couches inférieures de la société ». Certains réinventent l'histoire du jazz, comme Arthur Hoérée : « Contrairement à l’idée répandue, je ne tiens pas le jazz pour une expression essentiellement nègre mais pour une interprétation nègre d’un art de race blanche et d’origine européenne ».

### Seconde Guerre mondiale
Dans les pays sous domination de l'Allemagne nazie, le jazz est officiellement interdit, mais il est dans les faits présent sous d'autres noms. Les Alliés diffusent du jazz pour soutenir le moral des troupes. En Allemagne, Heinrich Himmler décide de peines d’emprisonnement de deux à trois ans dans des camps de concentration à l'encontre de la Swingjugend (la « jeunesse swing »). Entre 40 et 70 membres de groupes hambourgeois seront acheminés vers divers camps nazis.

### Après guerre
À Hambourg, les mesures prises par le pouvoir nazi ne semblent pas avoir empêché la reformation, dès 1944, de groupes de jeunes qui se rencontrent en secret, organisent des sorties et échangent des disques. Au sein du bloc soviétique, la pratique du jazz est sévèrement contrôlée mais pas interdite, et la jeunesse en révolte s'en empare, notamment via l'émission de Willis Connover, diffusée sur la radio de propagande américaine The Voice of America.
Plusieurs musiciens de jazz afro-américains s'installent en Europe, particulièrement en France, notamment en raison du bon accueil qui leur est fait, alors que les États-Unis sont encore fortement ségrégés. On peut citer Sidney Bechet, Ben Webster, Dexter Gordon, Don Byas, Kenny Clarke, Bud Powell, Horace Parlan, Kenny Drew, Archie Shepp ou encore Johnny Griffin, qui est resté en Europe pendant 15 ans.

### Développement du jazz européen
À partir des années 1950, les musiciens de jazz européens chercher à dépasser l'influence des États-Unis, et à construire une musique originale. Le premier est le guitariste Django Reinhardt, suivi notamment en France par le violoniste Stéphane Grappelli, le pianiste Martial Solal, le compositeur André Hodeir. On peut citer le pianiste espagnol Tete Montoliu, en Belgique le guitariste René Thomas et le saxophoniste Bobby Jaspar, le violoniste suédois Svend Asmussen, ou encore en Hongrie les guitaristes Gábor Szabó et Elek Bacsik.
Plusieurs labels importants voient le jour en France (Vogue, Mercury, BYG Records, Futura Records (en), Marge Records (en), Label Bleu), en Allemagne (MPS Records, FMP, ECM, Enja, Winter & Winter), au Danemark (SteepleChase), en Espagne (Fresh Sound), aux Pays-Bas (BVHaast), en Suisse (Hathut) et au Royaume-Uni (Ogun Records (en)). Certains musiciens s'installent aux États-Unis : les Britanniques John McLaughlin et Dave Holland, l’Autrichien Joe Zawinul, le Tchèque Miroslav Vitouš, ou les Français Jean-Luc Ponty et Michel Petrucciani.

### Free jazz
Dans les années 1960, le free jazz, en s'écartant des conventions de la musique occidentale, pousse les musiciens européens à trouver leur propre voie et à s'émanciper de la « tutelle du jazz américain », sous l'étiquette de Nouvelles musiques improvisées ou Musiques improvisées européennes, courants issus du jazz mais qui affirment une spécificité européenne. À Paris des musiciens se regroupent autour de Jef Gilson : Michel Portal, Bernard Lubat ou Henri Texier. Le pianiste François Tusques publie en 1965 un album qu'il appelle Free Jazz. Les musiciens parisiens arrêtent de jouer des standards issus du répertoire américain pour se concentrer sur leurs compositions. Ce jazz, devenu une musique « sérieuse », se nourrit de musique contemporaine et du dodécaphonisme.
On peut également citer Derek Bailey et Evan Parker (Royaume-Uni), Peter Brötzmann et Albert Mangelsdorff (Allemagne), Han Bennink et Misha Mengelberg (Pays-Bas), Mario Schiano et Gian-Luigi Trovesi (Italie), Louis Sclavis et Marc Ducret (France) ou Tomasz Stańko (Pologne).

## Spécificité
L'Europe, avec le Japon, et peut-être avant les États-Unis, est l'une des régions du monde où le jazz est le plus enseigné, pratiqué et écouté. Stuart Nicholson publie en 2005 un livre intitulé Is Jazz Dead? (or Has It Moved to a New Address), dans lequel il suppose que l'épicentre du jazz n'est plus aux États-Unis, mais s'est déplacé, notamment en Europe.
Le label allemand ECM, fondé à Munich en 1969 par Manfred Eicher, est parfois perçu[Par qui ?] comme illustrant des sonorités spécifiquement européennes. On y entend Jan Garbarek (Norvège), Bobo Stenson (Suède) ou Jon Christensen (Norvège). Mike Heffley étabit les principaux centres de développement en Scandinavie, Pays-Bas, Grande-Bretagne, France, Italie, et particulièrement en Allemagne.

## Enseignement
La Swiss Jazz School (en) à Berne, en Suisse, est la première école de jazz autonome en Europe depuis 1967 à proposer des cours de jazz en continu. De nombreux musiciens américains sont venus enseigner à l'école. Aujourd'hui[Quand ?], de très nombreuses écoles enseignent le jazz sur le territoire européen.